# مجلس حقوق الإنسان التابع للأمم المتحدة

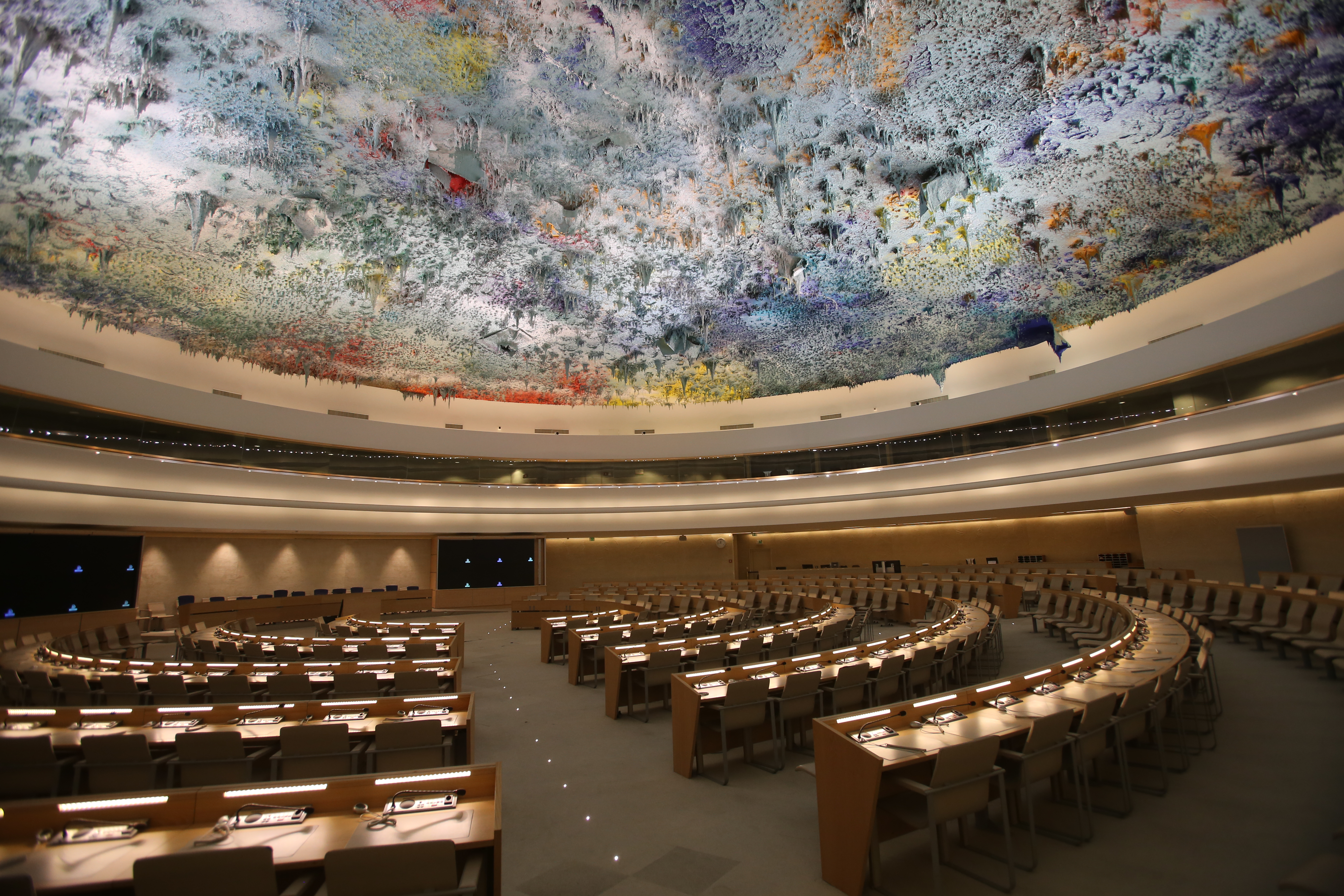
غرفة حقوق الإنسان وتحالف الحضارات هي غرفة اجتماعات مجلس حقوق الإنسان التابع للأمم المتحدة في قصر الأمم بجنيف.

مجلس حقوق الإنسان التابع للأمم المتحدة (بالإنجليزية: United Nations Human Rights Council) ويُعرف اختصارا ب(UNHRC)، هو مجلس تابع للأمم المتحدة تتمثل مُهمته في تعزيز وحماية حقوق الإنسان في جميع أنحاء العالم، ونشر الاحترام العالمي للمبادئ الدولية لحقوق الإنسان والحريات الأساسية، بدون تمييز من أي نوع وبشكل عادل ومتساوي للجميع. يتكون مجلس حقوق الإنسان التابع للأمم المتحدة من 47 دولة عُضو يتم انتخابهم لمُدة ثلاث سنوات متداخلة على أساس نظام المجموعة الإقليمية. يقع المقر الرئيسي لمجلس حقوق الإنسان في جنيف في سويسرا.و يترأسه عمر زنيبر منذ 10 يناير 2024.
يُحقق مجلس حقوق الإنسان التابع للأمم المتحدة في مزاعم انتهاكات حقوق الإنسان في الدول الأعضاء في الأمم المتحدة، ويتناول قضايا حقوق الإنسان الهامة مثل حرية تكوين الجمعيات والتجمع، وحرية التعبير، وحرية المعتقد والدين، وحقوق المرأة، وحقوق المثليين، وحقوق الأقليات العرقية والإثنية.
أُنشئ مجلس حقوق الإنسان التابع للأمم المتحدة من قبل الجمعية العامة للأمم المتحدة بتاريخ 15 مارس 2006،  ليحُل محل لجنة الأمم المُتحدة المُتصلة بحقوق الإنسان. هاته الأخيرة كانت قد تعرضت لانتقادات شديدة، كونها سمحت لبُلدان ذات سجلات سيئة في مجال حقوق الإنسان، سمحت لها بأن تكون أعضاء داخل هاته اللجنة. يعمل مجلس حقوق الإنسان التابع للأمم المتحدة بشكل وثيق مع مكتب المفوض السامي لحقوق الإنسان ويُشارك في الإجراءات الخاصة للأمم المتحدة.

## الهيكل العام
ينتخب أعضاء الجمعية العامة للأمم المتحدة الأعضاء السبعة والأربعين في مجلس حقوق الإنسان. تبلُغ مدة كل ولاية ثلاث سنوات، ولا يجوز لأي دولة عضو أن تشغل مقعدا لأكثر من فترتين متتاليتين. تُوزع المقاعد ال47 بين المجموعات الإقليمية للأمم المتحدة على النحو التالي: 13 مقعدا لدُول أفريقيا، و13 لدُول آسيا والمُحيط الهادئ، و6 مقاعد لدُول أوروبا الشرقية، و8 مقاعد لدُول أمريكا اللاتينية ومنطقة البحر الكاريبي، و7 مقاعد مُخصصة لدُول مجموعة أوروبا الغربية ودول أخرى. كان مجلس حقوق الإنسان السابق يضم 53 عضوًا ينتخبهم المجلس الاقتصادي والاجتماعي من خلال أغلبية الحاضرين والمُصوتين.
يُمكن للجمعية العامة تعليق حقوق وامتيازات أي دولة عضو في المجلس، إن تقرر أن هاته الدولة العُضو ترتكب باستمرار انتهاكات جسيمة ومنهجية لحقوق الإنسان، وذلك خلال فترة عضويتها للمجلس. تتطلب عملية التعليق أغلبية ثلثي أصوات الجمعية العامة. ينص القرار المُنشئ لمجلس حقوق الإنسان على أنه «عند انتخاب أعضاء المجلس، يجب على الدول الأعضاء أن تأخذ في الاعتبار مُساهمة المرشحين في تعزيز وحماية حقوق الإنسان وتعهداتهم والتزاماتهم الطوعية التي تعهدوا بها»، وأن «الأعضاء المُنتخبين لعضوية المجلس يلتزمون بأعلى المعايير في تعزيز وحماية حقوق الإنسان».

### الجلسات
يعقد مجلس حقوق الإنسان التابع للأمم المتحدة دورات منتظمة ثلاث مرات في السنة، وذلك في أشهُر مارس ويونيو وسبتمبر من كُل سنة. يُمكن لمجلس حقوق الإنسان أن يقرر في أي وقت عقد جلسة خاصة لمعالجة انتهاكات حقوق الإنسان وحالات الطوارئ، بناءً على طلب ثلث الدول الأعضاء. اعتبارا من مايو 2020، عقد المجلس ما مجموعه 28 جلسة خاصة.

## العضوية
يتألف المجلس من 47 عضوًا، يتم انتخابهم سنويًا من قبل الجمعية العامة لفترات مُتداخلة مدتها ثلاث سنوات. يتم اختيار الأعضاء على أساس التناوب الجغرافي العادل باستخدام نظام التجميع الإقليمي للأمم المتحدة. يحق للأعضاء إعادة انتخابهم لفترة إضافية واحدة، بعد ذلك يجب عليهم التنازل عن مقاعدهم.
يتم توزيع المقاعد على النحو التالي:
- 13 لدول مجموعة أفريقيا.
- 13 لدول مجموعة آسيا والمحيط الهادئ.
- 6 لدول مجموعة أوروبا الشرقية.
- 8 لدول مجموعة أمريكا اللاتينية ومنطقة البحر الكاريبي.
- 7 لدول مجموعة دول أوروبا الغربية ودول أخرى.

## حاليا
| الولاية   | دول أفريقيا ‏ (13)                                        | دول آسيا والمحيط الهادئ (13)                      | [[دول أوروبا الشرقية\|دول أوروبا الشرقية]] ‏ (6) | أمريكا اللاتينية والكاريبي (8)       | دول أوروبا الغربية ودول أخرى (7) |
| --------- | -------------------------------------------------------- | ------------------------------------------------- | ----------------------------------------------- | ------------------------------------ | -------------------------------- |
| 2021–2023 | ساحل العاج · الغابون · مالاوي · السنغال                  | الصين · نيبال · باكستان · أوزبكستان               | الاتحاد الروسي · أوكرانيا                       | بوليفيا · كوبا · المكسيك             | فرنسا · المملكة المتحدة          |
| 2020–2022 | ليبيا · موريتانيا · السودان · ناميبيا                    | إندونيسيا · اليابان · جزر مارشال · كوريا الجنوبية | أرمينيا · بولندا                                | البرازيل · فنزويلا                   | ألمانيا · هولندا                 |
| 2019–2021 | بوركينا فاسو · الكاميرون · إرتريا · الصومال · توغو       | البحرين · بنغلاديش · فيجي · الهند · الفلبين       | بلغاريا · جمهورية التشيك                        | الأرجنتين · جزر البهاما · الأوروغواي | النمسا · الدنمارك · إيطاليا      |
| 2018–2020 | أنغولا · جمهورية الكونغو الديمقراطية · نيجيريا · السنغال | أفغانستان · نيبال · قطر · باكستان                 | سلوفاكيا · أوكرانيا                             | تشيلي · المكسيك · بيرو               | أستراليا · إسبانيا               |

## سابقا
| الولاية   | دول أفريقيا ‏ (13)                                 | دول آسيا والمُحيط الهادئ (13)                                              | دول أوروبا الشرقية ‏ (6)           | دول أمريكا اللاتينية والكارايبي (8)                | دول أوروبا الغربية ودول أخرى (7)                                                       |
| --------- | ------------------------------------------------- | ------------------------------------------------------------------------- | --------------------------------- | -------------------------------------------------- | -------------------------------------------------------------------------------------- |
| 2017–2019 | مصر · رواندا · جنوب إفريقيا · تونس                | الصين · العراق · اليابان · السعودية                                       | كرواتيا · المجر                   | البرازيل · كوبا                                    | المملكة المتحدة · الولايات المتحدة (غادرت في يونيو 2018) · آيسلندا (مُنذ 13 يوليو 2018) |
| 2016–2018 | بوروندي · ساحل العاج · إثيوبيا · كينيا · توغو     | كوريا الجنوبية · قرغيزستان · منغوليا · الفلبين · الإمارات العربية المتحدة | جورجيا · سلوفينيا                 | الإكوادور · بنما · فنزويلا                         | بلجيكا · ألمانيا · سويسرا                                                              |
| 2015–2017 | بوتسوانا · الكونغو · غانا · نيجيريا               | بنغلاديش · الهند · إندونيسيا · قطر                                        | ألبانيا · لاتفيا                  | بوليفيا · السلفادور · باراغواي                     | هولندا · البرتغال                                                                      |
| 2014–2016 | الجزائر · المغرب · ناميبيا · جنوب إفريقيا         | الصين · جزر المالديف · السعودية · فيتنام                                  | مقدونيا الشمالية · الاتحاد الروسي | كوبا · المكسيك                                     | فرنسا · المملكة المُتحدة لبريطانيا العُظمى وآيرلندا الشمالية                             |
| 2013–2015 | إثيوبيا · ساحل العاج · الغابون · كينيا · سيراليون | اليابان · كازاخستان · باكستان · كوريا الجنوبية · الإمارات العربية المتحدة | إستونيا · الجبل الأسود            | الأرجنتين · البرازيل · جمهورية فنزويلا البوليفارية | ألمانيا · أيرلندا · الولايات المتحدة الأمريكية                                         |
| 2012–2014 | بنين · بوتسوانا · بوركينا فاسو · الكونغو          | الهند · إندونيسيا · الكويت · الفلبين                                      | رومانيا · جمهورية التشيك          | تشيلي · كوستاريكا · بيرو                           | إيطاليا · النمسا                                                                       |
| 2011–2013 | أنغولا · ليبيا · موريتانيا · أوغندا               | قطر · ماليزيا · جزر المالديف · تايلاند                                    | مولدوفا · بولندا                  | الإكوادور · غواتيمالا                              | سويسرا · إسبانيا                                                                       |
| 2010–2012 | جيبوتي · الكاميرون · موريشيوس · نيجيريا · السنغال | بنغلاديش · الصين · الأردن · قرغيزستان · السعودية                          | الاتحاد الروسي · المجر            | كوبا · المكسيك · الأوروغواي                        | بلجيكا · النرويج · الولايات المُتحدة الأمريكية                                          |
| 2009–2011 | بوركينا فاسو · الغابون · غانا · زامبيا            | البحرين · اليابان · باكستان · كوريا الجنوبية                              | سلوفاكيا · أوكرانيا               | الأرجنتين · البرازيل · تشيلي                       | فرنسا · المملكة المُتحدة لبريطانيا العُظمى وآيرلندا الشمالية                             |
| 2008–2010 | مصر · أنغولا · مدغشقر · جنوب إفريقيا              | الهند · إندونيسيا · قطر · الفلبين                                         | البوسنة والهرسك · سلوفينيا        | بوليفيا · نيكاراغوا                                | هولندا · إيطاليا                                                                       |
| 2006–2009 | جيبوتي · الكاميرون · موريشيوس · نيجيريا · السنغال | بنغلاديش · الصين · الأردن · ماليزيا · السعودية                            | أذربيجان · الاتحاد الروسي         | كوبا · المكسيك · الأوروغواي                        | ألمانيا · كندا · سويسرا                                                                |
| 2006–2008 | الغابون · غانا · مالي · زامبيا                    | اليابان · باكستان · سريلانكا · كوريا الجنوبية                             | رومانيا · أوكرانيا                | البرازيل · غواتيمالا · بيرو                        | فرنسا · المملكة المُتحدة لبريطانيا العُظمى وآيرلندا الشمالية                             |
| 2006–2007 | الجزائر · المغرب · جنوب إفريقيا · تونس            | البحرين · الهند · إندونيسيا · الفلبين                                     | بولندا · جمهورية التشيك           | الأرجنتين · الإكوادور                              | فنلندا · هولندا                                                                        |

## الرؤساء
| الترتيب | الاسم الكامل                | البلد          | الفترة                         |
| ------- | --------------------------- | -------------- | ------------------------------ |
| 18      | عمر زنيبر                   | المغرب         | 10 يناير 2024– 31 ديسمبر 2024. |
| 17      | فاتسلاف باليك               | جمهورية التشيك | 1 يناير 2023- 10 يناير 2024.   |
| 16      | فيديريكو فيليجاس            | الأرجنتين      | 1 يناير 2022– 31 ديسيمبر 2022. |
| 15      | نزهت شميم                   | فيجي           | 1 يناير 2021– 31 ديسمبر 2021   |
| 14      | إليزابيث فيسلبرغر           | النمسا         | 1 يناير 2020– 31 ديسمبر 2020   |
| 13      | كولي سيك                    | السنغال        | 1 يناير 2019 – 31 ديسمبر 2019  |
| 12      | فويسلاف شوك                 | سلوفينيا       | 1 يناير 2018 – 31 ديسمبر 2018  |
| 11      | خواكين ألكسندر مازا مارتيلي | السلفادور      | 1 يناير 2017 – 31 ديسمبر 2017  |
| 10      | تشوي كيونغ ليم              | كوريا الجنوبية | 1 يناير 2016 – 31 ديسمبر 2016  |
| 9       | يواخيم روكر                 | ألمانيا        | 1 يناير 2015 – 31 ديسمبر 2015  |
| 8       | بودلير ندونغ إيلا           | الغابون        | 1 يناير 2014 – 31 ديسمبر 2014  |
| 7       | ريميغيوش هينزل              | بولندا         | 1 يناير 2013 – 31 ديسمبر 2013  |
| 6       | بورا دوبوي لاسير            | الأوروغواي     | 19 يونيو 2011 – 31 ديسمبر 2012 |
| 5       | سيهاساك فوانغكيتكيو         | تايلاند        | 19 يونيو 2010 – 18 يونيو 2011  |
| 4       | أليكس فان ميوين             | بلجيكا         | 19 يونيو 2009 – 18 يونيو 2010  |
| 3       | مارتن إيهوغيان أوهومويبي    | نيجيريا        | 19 يونيو 2008 – 18 يونيو 2009  |
| 2       | دورو رومولوس كوستيا         | رومانيا        | 19 يونيو 2007 – 18 يونيو 2008  |
| 1       | لويس ألفونسو دي ألبا        | المكسيك        | 19 يونيو 2006 – 18 يونيو 2007  |

## الهيئات الفرعية المسؤولة مباشرة

### الفريق العامل المعني بالاستعراض الدوري الشامل
تتمثل إحدى المكونات المهمة لمجلس حقوق الإنسان في المُراجعة الدورية لجميع الدول الأعضاء في الأمم المتحدة البالغ عددها 193، والتي تُسمى المراجعة الدورية الشاملة أو «الاستعراض الدوري الشامل» (UPR). تستند هاته الآلية الجديدة إلى تقارير واردة من مصادر مختلفة، من بينها مساهمات من منظمات غير حكومية. حيث يتم فحص وضع كل بلد خلال مناظرة تستغرق ثلاث ساعات ونصف. جرت الدورة الأولى للاستعراض الدوري الشامل بين عامي 2008 و2011، بينما جرت الدورة الثانية بين عامي 2012 و2016، وبدأت الدورة الثالثة في عام 2017 ومن المُتوقع أن تكتمل في عام 2021.
نص قرار الجمعية العامة المُنشئ للمجلس على أن «يُراجع المجلس عمله وسير عمله بعد خمس سنوات من إنشائه». يضطلع بمُهمة المُراجعة فريق عمل حكومي دولي أنشأه المجلس بموجب قراره 12/1 بتاريخ 1 أكتوبر 2009. انتهت مُهمة المُراجعة في مارس 2011، وقد اعتُمدت «النتائج» في الدورة السادسة عشرة للمجلس، والمُرفقة بالقرار رقم 16/21.
الدورة الأولى: تم تحديد الشروط والإجراءات التالية في قرار الجمعية العامة 60/251:
- يجب إجراء المُراجعات على مدى أربع سنوات (48 دولة في السنة). وفقًا لذلك، يتعين على الدول الأعضاء في الأمم المتحدة البالغ عددها 193 إجراء مثل هذه المراجعة عادةً بين عامي 2008 و2011 ؛[48]
- ينبغي أن تحترم هاته المُراجعة مبادئ العالمية والمساواة في المعاملة؛
- ستجري مُراجعة جميع الدول الأعضاء في المجلس أثناء قضائهم لفترتهم داخل المجلس، وسيخضع لهاته المُراجعة أولًا الأعضاء الأولون في المجلس؛
- يجب أن يحترم اختيار البلدان التي ستتم مراجعتها مبدأ التوزيع الجغرافي العادل؛
- سيتم اختيار الدول الأعضاء الأولى ودول المراقبة الأولى التي سيتم فحصها بشكل عشوائي في كل مجموعة إقليمية لضمان الامتثال الكامل للتوزيع الجغرافي العادل. ثم يتم إجراء المُراجعات وفقا للترتيب الأبجدي.

الدورة الثانية: أحدث قرار مجلس حقوق الإنسان رقم 16/21 التغييرات التالية:
- يجب إجراء المُراجعات على مدار أربع سنوات ونصف (42 دولة في السنة). وفقًا لذلك، يتعين على الدول الأعضاء في الأمم المتحدة البالغ عددها 193 دولة إجراء مثل هذه المراجعة عادةً بين عامي 2012 و2016 ؛
- سيكون ترتيب المراجعة مماثلاً للدورة الأولى؛
- سيتم تمديد مُدة كل مراجعة من ثلاث إلى ثلاث ساعات ونصف؛
- ينبغي أن تُركز الدورة الثانية والجولات اللاحقة من المُراجعة، على تنفيذ التوصيات. وهذا أمر من بين جُملة أمور أُخرى.

توجد آليات مُماثلة في مُنظمات أخرى مثل الوكالة الدولية للطاقة الذرية، ومجلس أوروبا، وصُندوق النقد الدولي، ومنظمة الدول الأمريكية، ومكتب العمل الدولي، ومُنظمة التجارة العالمية.
باستثناء التقارير السنوية، التي تصدر 3 مرات في السنة، حول تطوير سياسات حقوق الإنسان، والتي كانت ومنذ عام 1956 ولا يزال يتعين على الدول الأعضاء تقديمها إلى الأمين العام، فإن إجراء المُراجعة الدورية الشاملة الخاص بمجلس حقوق الإنسان هو الأول في هذا المجال. حيث يُمثل نهاية التمييز الذي أصاب عمل لجنة حقوق الإنسان وتسبب في انتقادها بشدة. أخيرًا، تُظهر هذه الآلية وتؤكد الطبيعة العالمية لحقوق الإنسان.

### اللجنة الاستشارية
كانت اللجنة الفرعية لتعزيز وحماية حقوق الإنسان هي الهيئة الفرعية الرئيسية للجنة حقوق الإنسان. تألفت اللجنة الفرعية من 26 خبيراً مُنتخباً في مجال حقوق الإنسان، وكانت مُهمتها الرئيسية تتجلى في إجراء دراسات حول المُمارسات التمييزية وتقديم توصيات لضمان حماية الأقليات العرقية والقومية والدينية واللغوية بموجب القانون.
في سنة 2006، تولى مجلس حقوق الإنسان الذي أُنشئ حديثًا مسؤولية اللجنة الفرعية. مُددت ولاية اللجنة الفرعية لمدة عام واحد (حتى يونيو 2007)، لكنها اجتمعت للمرة الأخيرة في أغسطس 2006. أوصت اللجنة الفرعية في اجتماعها الأخير، بإنشاء لجنة استشارية لحقوق الإنسان مُهمتها تقديم المشورة إلى مجلس حقوق الإنسان التابع للأمم المتحدة.
في سبتمبر 2007، قرر مجلس حقوق الإنسان إنشاء لجنة استشارية لتقديم المشورة لهذا الأخير. تتكون هاته اللجنة الاستشارية من 18 عضوًا مُوزعين على النحو التالي: خمسة من دول مجموعة أفريقيا، وخمسة من دُول آسيا والمُحيط الهادئ، و3 أعضاء من دول أمريكا اللاتينية ومنطقة البحر الكاريبي، و3 من مجموعة دول أوروبا الغربية ودول أخرى، وعضوين من دول مجموعة أوروبا الشرقية.

### إجراء الشكاوى
أُنشئ إجراء الشكاوى في مجلس حقوق الإنسان التابع للأمم المتحدة في 18 يونيو 2007 (بموجب قرار مجلس حقوق الإنسان رقم 5/1)، للإبلاغ عن الأنماط المُتسقة للانتهاكات الجسيمة والموثوقة لحقوق الإنسان والحريات الأساسية في أي جزء من العالم وتحت أي ظرف من الظروف.
شكّل مجلس حقوق الإنسان التابع للأمم المتحدة مجموعتي عمل لإجراء الشكاوى، وهما:
- «مجموعة العمل المعنية بالبلاغات» (WGC)، وتتكون من خمسة خبراء تُعينهم اللجنة الاستشارية من بين أعضائها، بحصة عُضو واحد من كل مجموعة إقليمية. تدوم فترة ولاية هؤلاء الخُبراء لمُدة ثلاث سنوات مع إمكانية التجديد لمرة واحدة. يُحدد الخبراء ما إذا كانت الشكوى تستحق التحقيق، وفي هذه الحالة يتم تحويلها إلى مجموعة العمل المعنية بالحالات.
- «مجموعة العمل المعنية بالحالات» (WGS)، وتتألف من خمسة أعضاء، تُعينهم المجموعات الإقليمية من بين أعضائها في المجلس لمدة سنة واحدة قابلة للتجديد مرة واحدة. تجتمع مجموعة العمل هاته مرتين في السنة لمُدة خمسة أيام عمل، بغرض فحص المراسلات المحالة إليها من قبل مجموعة العمل المعنية بالبلاغات، بما في ذلك ردود الدول عليها، بالإضافة إلى الحالات المعروضة بالفعل أمام مجلس حقوق الإنسان التابع للأمم المتحدة بموجب إجراءات الشكاوى. تُقدم مجموعة العمل المعنية بالحالات، على أساس المعلومات والتوصيات المقدمة من مجموعة الاتصالات، إلى مجلس حقوق الإنسان التابع للأمم المتحدة تقريرًا عن الأنماط المُتسقة للانتهاكات الجسيمة والموثوقة لحقوق الإنسان والحريات الأساسية، كما تُقدم توصيات إلى مجلس حقوق الإنسان التابع للأمم المتحدة بشأن مسار الإجراءات التي يجب اتخاذها.[54]

### تقديم شكوى
يقوم رئيس مجموعة العمل المعنية بالبلاغات بمُراجعة الشكاوى ومن تم قبولها أو رفضها. يجب أن تكون هاته الشكوى مكتوبة، كما يجب أن تكون ذات مصدر معلوم وليس مجهولة المصدر. قدم مجلس حقوق الإنسان التابع للأمم المتحدة أمثلة للحالات التي يمكن اعتبارها أنماطًا ثابتة من الانتهاكات الجسيمة لحقوق الإنسان، وتشمل التدهور المزعوم لحقوق الإنسان للأقليات، بما في ذلك عمليات الإخلاء القسري، والفصل العنصري، وظروف المعيشة المتدنية، أو الأوضاع المُهينة المزعومة للسجناء في سجونهم أو العاملين في هاته السجون، والتي قد تُؤدي إلى العُنف أو إلى موت النزلاء. يمكن للأفراد أو الجماعات أو المنظمات غير الحكومية الادعاء بأنهم ضحايا لانتهاكات حقوق الإنسان، أو أن لديهم صلة ومعرفة مباشرة وموثوقة بهذه الانتهاكات. لا يمكن تقديم الشكاوى من قبل ضحية واحدة في حادثة واحدة تدعي انتهاك حقوق الإنسان الخاصة بها.
يمكن أن تتعلق الشكاوى بأي دولة، بغض النظر عما إذا كانت هاته الدولة قد صادقت على معاهدة معينة. تُعد هاته الشكاوى سرية، ولا يتواصل مجلس حقوق الإنسان التابع للأمم المتحدة إلا مع مُقدم الشكوى، ما لم يُقرر هذا الأخير مُعالجة الشكوى علنًا.
يكون التفاعل بين مُقدم الشكوى ومجلس حقوق الإنسان التابع للأمم المتحدة أثناء إجراء الشكاوى على أساس الحاجة. يُؤكد قرار مجلس حقوق الإنسان رقم 5/1 في فقرته رقم 86، أن إجراء الشكاوى مُوجه للضحايا. أما الفقرة 106 منه فتنص على أن إجراءات الشكوى يجب أن تضمن إبلاغ المُشتكين بالإجراءات في المراحل الرئيسية. قد تطلب مجموعة العمل المعنية بالبلاغات مزيدًا من المعلومات من المشتكين أو من طرف ثالث.
بعد الفحص الأولي، يُرسل طلب إلى الدولة المعنية بغرض الحصول على معلومات، ويجب على هذه الأخيرة أن ترد في غضون ثلاثة أشهر من تقديم الطلب. تُقدم مجموعة العمل المعنية بالحالات بعد ذلك تقريراً إلى مجلس حقوق الإنسان التابع للأمم المتحدة، ويكون هذا التقرير عادة على شكل مشروع قرار أو قرار بشأن الحالة المُشار إليها في الشكوى.
يُقرر مجلس حقوق الإنسان بعد ذلك الإجراءات التي يجب اتخاذها بطريقة سرية حسب الحاجة، ولكن هذا الأمر يحدث مرة واحدة على الأقل في السنة. كقاعدة عامة، يجب ألا تتجاوز الفترة الزمنية بين إرسال الشكوى إلى الدولة المعنية والبث فيها من قبل مجلس حقوق الإنسان فترة 24 شهرًا. يجب على هؤلاء الأفراد أو المجموعات الذين تقدموا بهاته الشكوى ألا يُعلنوا علانية أنهم قدموا شكوى.
لكي يتم قبول الشكاوى يجب أن:
- تكون مكتوبة، ويجب تقديمها بإحدى اللغات الرسمية الست للأمم المتحدة (العربية أو الصينية أو الإنجليزية أو الفرنسية أو الروسية أو الإسبانية)؛
- تحتوي على وصف للحقائق ذات الصلة (بما في ذلك أسماء الضحايا المزعومين والتواريخ والموقع والأدلة الأخرى)، بأكبر قدر ممكن من التفاصيل، ويجب ألا تتجاوز 15 صفحة؛
- ألا تكون ذات دوافع سياسية واضحة؛
- لا تستند حصريًا إلى التقارير التي تنشرها وسائل الإعلام؛
- لم يتم التعامل معها بالفعل من قبل إجراء خاص أو هيئة أو غيرها من إجراءات الأمم المتحدة أو إجراءات الشكاوى الإقليمية المُماثلة في مجال حقوق الإنسان؛
- تكون بعد استنفاد سبل الانتصاف المحلية، ما لم يتبين أن هذه السبل غير فعالة أو طويلة بشكل غير معقول؛
- لا تستخدم لغة مسيئة أو مُهينة.

لم يُصمم إجراء الشكوى لتوفير سبل الانتصاف في الحالات الفردية أو لتقديم تعويض للضحايا المزعومين.

### الفعالية
نظرًا للطريقة السرية للإجراء، يكاد يكون من المستحيل معرفة الشكاوى التي مرت من خلال هذا الإجراء وأيضًا مدى فعالية هذا الأخير. على سبيل المثال هُناك مبدأ عدم الازدواجية، مما يعني أن إجراء الشكوى لا يمكن أن يأخذ في الاعتبار قضية يتم التعامل معها بالفعل من قبل إجراء خاص أو هيئة أو غيرها من إجراءات الشكاوى التابعة للأمم المتحدة أو إجراءات الشكاوى الإقليمية المماثلة في مجال حقوق الإنسان.
توجد قائمة بالحالات المُحالة إلى مجلس حقوق الإنسان التابع للأمم المتحدة بموجب إجراء الشكاوى منذ عام 2006 في قسم إجراءات الشكاوى على موقع الويب الخاص بمجلس حقوق الإنسان التابع للأمم المتحدة. كان هذا الأمر مُتاحًا فقط للعُموم اعتبارًا من عام 2014، ولكن بشكل عام لا يُقدم أي تفاصيل تتعلق بالحالات التي كانت قيد النظر بخلاف الدولة المعنية.
في بعض الحالات، قد تكون المعلومات مكشوفة بشكل طفيف. فعلى سبيل المثال، في حالة ملف النقابات العمالية والمدافعين عن حقوق الإنسان في العراق، فقد تم النظر في هذا الملف سنة 2012، لكن مجلس حقوق الإنسان التابع للأمم المتحدة قرر وقف عملية البث في هاته الحالة. قيل أن إجراء الشكاوى متساهل للغاية بسبب أسلوبه السري. غالبًا ما تساءل البعض عن قيمة الإجراء، ولكن لا ينبغي التقليل من فعاليته، حيث تستجيب 94٪ من الدول للشكاوى المُقدمة. يتلقى مكتب المفوض السامي لحقوق الإنسان ما بين 11 ألف إلى 15 ألف رسالة في السنة. خلال الفترة من 2010 إلى 2011، قُدمت 1,451 شكوى من أصل 18 ألف إلى مجموعة العمل المعنية بالبلاغات، من أجل اتخاذ إجراءات إضافية بحقها. بث مجلس حقوق الإنسان في أربع شكاوى في جلسته التاسعة عشرة سنة 2012. على الرغم من أن غالبية الحالات التي تم النظر فيها قد توقفت عملية البث فيها منذ ذلك الحين، إلا أنه لا ينبغي التشكيك في هذا الإجراء كونه لا يزال ذا تأثير ويجب أن يستمر.
يُظهر التاريخ أن الإجراء يسير تقريبًا كما يسير الالتماس، حيث أنه إذا تم تلقي عدد كافٍ من الشكاوى، فمن المُرجح جدًا أن يقوم مجلس حقوق الإنسان بتعيين مُقرر خاص إلى تلك الدولة المعنية أو للقضية قيد البحث. قيل أيضا أن هذا الإجراء هُو الطريقة السرية الوحيدة التي يُمكن أن تُسفر عن نتائج أفضل من عملية اتهام علني أكثر عدائية، وأيضا الطريقة التي تُوفر القُدرة على التعامل مع الدولة المعنية من خلال عملية أكثر دبلوماسية. هذا الإجراء هو أداة مُفيدة تحت تصرف المُجتمع الدولي في الحالات التي ثبُتت فيها عدم فعالية التسمية والتشهير. ومن المزايا الأخرى أيضًا أنه يمكن تقديم شكوى ضد أي دولة، بغض النظر عما إذا كانت قد صادقت على مُعاهدة مُعينة. نظرًا لمحدودية المعلومات المُقدمة بشأن إجراء الشكاوى، من الصعب إبداء تعليقات على العملية نفسها، وعلى الموارد التي تستخدمها مُقابل فعاليتها. من المُحتمل أن يحدث الكثير وراء الكواليس، مثل الاتصالات بين مجموعة العمل المعنية بالحالات والدول.

### الهيئات الفرعية الأخرى
بالإضافة إلى الاستعراض الدوري الشامل، وإجراء الشكاوى، واللجنة الاستشارية، تشمل الهيئات الفرعية الأخرى التابعة لمجلس حقوق الإنسان التابع للأمم المتحدة ما يلي:
- آلية الخبراء المعنية بحقوق الشعوب الأصلية، والتي حلت محل الفريق العامل المعني بالسكان الأصليين والتابع للجنة حقوق الإنسان .
- المُنتدى المعني بقضايا الأقليات،[58] والذي أنشئ بغرض توفير منصة لتعزيز الحوار والتعاون بشأن القضايا المُتعلقة بالأقليات القومية أو العرقية أو الدينية أو اللغوية.
- المُنتدى الاجتماعي،[59] والذي أنشئ ليكون مساحة للحوار بين مُمثلي الدول الأعضاء، والمُجتمع المدني، بما في ذلك المُنظمات الشعبية، والمنظمات الحكومية الدولية، بشأن القضايا المُرتبطة بالبيئة الوطنية والدولية اللازمة لتعزيز تمتع جميع البشر بحقوقهم.

## الإجراءات الخاصة
تسمية «الإجراءات الخاصة» هي التسمية العامة التي تُطلق على الآليات التي أنشأها مجلس حقوق الإنسان لجمع مُلاحظات الخبراء والمشورة بشأن قضايا حقوق الإنسان في جميع أنحاء العالم. يتم تصنيف الإجراءات الخاصة على أنها إما ولايات مواضيعية تُركز على الظواهر الرئيسية لانتهاكات حقوق الإنسان في جميع أنحاء العالم، أو ولايات قطرية تُقدم تقارير عن أوضاع حقوق الإنسان في بلدان أو أقاليم محددة. يُمكن أن تكون هاته الإجراءات الخاصة إما أفرادًا (يُطلق عليهم «المُقررون الخاصون» أو «الخُبراء المستقلون»)، ويُقصد بهم خبراء مستقلون في مجال معين من مجالات حقوق الإنسان، أو مجموعات عمل تتكون عادةً من خمسة أعضاء (واحد من كل منطقة من مناطق الأمم المتحدة الخمسة). اعتبارًا من 20 سبتمبر 2020، كانت هُناك 44 ولاية مواضيعية و12 ولاية قطرية.
يتم إنشاء وتحديد ولايات الإجراءات الخاصة من خلال القرار المُنشئ لها. يمكن لأصحاب الولايات القيام بأنشطة مختلفة، بما في ذلك الرد على الشكاوى الفردية، وإجراء الدراسات، وتقديم المشورة بشأن التعاون التقني، والمُشاركة في الأنشطة الترويجية. بشكل عام، يرفع المُكلفون بولايات الإجراءات الخاصة تقارير إلى مجلس حقوق الإنسان مرة واحدة على الأقل كل عام، تضُم النتائج التي توصلوا إليها.

### المكلفون بولايات الإجراءات الخاصة
يعمل أصحاب ولايات الإجراءات الخاصة بصفتهم الشخصية ولا يتلقون أي أجر مُقابل عملهم. يُعد الوضع المُستقل لأصحاب الولايات أمرًا بالغ الأهمية، لكي يتمكن هؤلاء من أداء وظائفهم بكُل حيادية. يُوفر مكتب المُفوض السامي لحقوق الإنسان المُوظفين والدعم اللوجستي لمُساعدة هؤُلاء المكلفين للقيام بعملهم.
تتم مُراجعة المُتقدمين لولايات الإجراءات الخاصة من قبل مجموعة استشارية مُكونة من خمسة بلدان، بحصة بلد واحد عن كل منطقة من مناطق الأُمم المُتحدة الخمسة. بعد المُقابلات التي تُجريها المجموعة الاستشارية، ترفع هاته الأخيرة قائمة مُختصرة بالمُرشحين لرئيس مجلس حقوق الإنسان التابع للأمم المتحدة. بعد المشاورات مع قيادة كل مجموعة إقليمية، يُقدم الرئيس مُرشحًا واحدًا ليتم اعتماده من قبل الدول الأعضاء في مجلس حقوق الإنسان التابع للأمم المتحدة في الجلسة التي تلي إنشاء ولاية جديدة أو عند انتهاء مُدة صاحب الولاية الحالي.
يجب تجديد الولايات القطرية سنويًا من قبل مجلس حقوق الإنسان، بينما يجب تجديد الولايات المواضيعية كُل ثلاث سنوات. عادة ما يقتصر أصحاب الولايات على ست سنوات من الخدمة، وذلك سواء كانوا مُكلفين بولايات مواضيعية أو بولايات خاصة ببلد مُعين.

### المقرر الخاص المعني بحرية التعبير

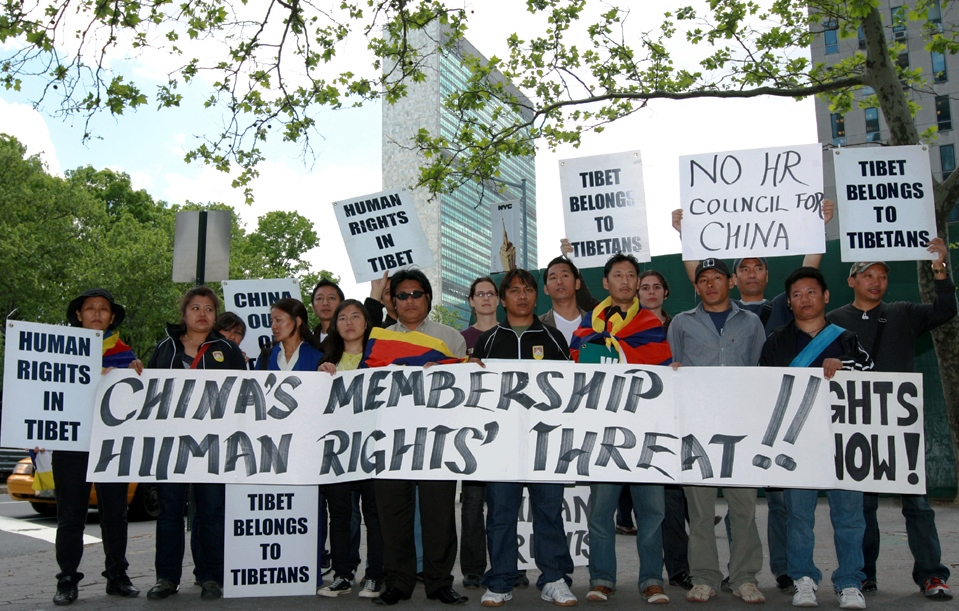
احتجاج سنة 2009 أمام مقر الأمم المتحدة ضد إعادة انتخاب الصين في مجلس حقوق الإنسان.

أثارت التعديلات التي أدخلت على مهام المقرر الخاص المعني بحرية التعبير، والتي أقرها مجلس حقوق الإنسان في 28 مارس 2008، انتقادات حادة من الدول الغربية والمُنظمات غير الحكومية المعنية بحقوق الإنسان. تمت صياغة المهام الإضافية على النحو التالي:
(د) الإبلاغ عن الحالات التي يُشكل فيها انتهاك الحق في حرية التعبير عملاً من أفعال التمييز العنصري أو الديني، مع مراعاة المادتين 19 (3) و20 من العهد الدولي الخاص بالحقوق المدنية والسياسية والتعليق العام رقم 15 للجنة القضاء على جميع أشكال التمييز العنصري، التي تنص على أن حظر نشر جميع الأفكار القائمة على التفوق العنصري أو الكراهية يتماشى مع حرية الرأي والتعبير.
(مقتبس من ص. 67 من مُسودة المحضر الرسمية للمجلس). اقترحت مصر وباكستان التعديل وتم تمريره بأغلبية 27 صوتًا مُقابل 15 ضده، وامتناع ثلاثة أعضاء عن التصويت، ومن الدول المُصوتة لصالح التعديل كانت دول من مُنظمة المؤتمر الإسلامي بالإضافة إلى الصين وروسيا وكوبا. نتيجة للتعديل، سحب أكثر من 20 من المُقدمين الأصليين للقرار الرئيسي البالغ عددهم 53، دعمهم لتجديد ولاية المُقرر الخاص،  على الرغم من قبول القرار بأغلبية 32 صوتًا مُقابل لا شيء، مع امتناع 15 عن التصويت. واحتج مندوبو الهند وكندا، في جملة أمور أُخرى، على أن من واجب المقرر الخاص الآن الإبلاغ ليس فقط عن انتهاكات الحق في حرية التعبير، ولكن في بعض الحالات أيضًا استخدام هاته الحقوق، الأمر الذي «يقلب ولاية المُقرر الخاص على رأسه».
تعرض هذا التعديل لانتقادات من مُنظمات من خارج الأمم المتحدة، من بينها مُنظمات مراسلون بلا حدود، ومؤشر الرقابة، وهيومن رايتس ووتش  والاتحاد الإنساني والأخلاقي الدولي، وجميعهم يُشاركون الرأي القائل بأن التعديل يُهدد حرية التعبير.
فيما يتعلق بالأصوات التي تم الإدلاء بها في الأخير، كان هذا بعيدًا عن أكثر القرارات إثارة للجدل من بين القرارات الستة والثلاثين التي تم تبنيها في الدورة السابعة للمجلس. تعلقت أعلى درجات المُعارضة بقرار مُكافحة تشويه صورة الأديان بأغلبية 21 صوتا، و10 ضده، وامتناع 14 عضوا عن التصويت (القرار 19، ص. 91-97)، وقد جوبه قرار تعيين مقرر خاص لكوريا الشمالية بإدانة شديدة، هذا القرار مر بأغلبية 22 مُقابل مُعارضة 7 أصوات وامتناع 18 عضوا عن التصويت (القرار 15، ص. 78-80). كما كانت هُناك درجات مُتفاوتة من المُعارضة لمعظم التقارير المُختلفة التي تنتقد إسرائيل. في حين تم اتخاذ عدد كبير من القرارات بالإجماع دون تصويت، بما في ذلك الانتقادات الشديدة إلى حد ما لميانمار (القراران 31 و32)، والأقل حدة إلى حد ما بشأن السودان (القرار 16).

## قضايا محددة

### ميانمار
في عام 2018، أعلن مجلس حقوق الإنسان أنه يجب مُحاكمة 6 جنرالات في ميانمار بتُهم الإبادة الجماعية ضد مُسلمي الروهينغيا.

### إسرائيل

#### نظرة عامة
اعتبارًا من عام 2018، أُدينت إسرائيل في 78 قرارًا من قبل المجلس مُنذ إنشاء هذا الأخير سنة 2006، وقد اتخذ المجلس قرارات تدين إسرائيل أكثر من باقي دول العالم مجتمعة. بحلول أبريل 2007، كان المجلس قد أصدر 11 قرارًا يدين إسرائيل، وهي الدولة الوحيدة التي أدانها على وجه التحديد. بالمُقابل أعرب المجلس بخُصوص انتهاكات حُقوق الإنسان في السودان عن «قلقه العميق».
صوّت المجلس في 30 يونيو 2006 لجعل مُراجعة انتهاكات حقوق الإنسان المزعومة من قبل إسرائيل محورا دائما في كل جلسة من جلسات المجلس. يُعد المُقرر الخاص للمجلس المعني بالقضية الفلسطينية المُقرر الوحيد الذي ليست لعُهدته فترة زمنية محدودة. أُقر هذا القرار الذي رعته منظمة المؤتمر الإسلامي بأغلبية 29 صوتا مُقابل مُعارضة 12 وامتناع خمسة عن التصويت. حثت مُنظمة هيومن رايتس ووتش المجلس على النظر في انتهاكات القانون الدولي لحقوق الإنسان والقانون الإنساني الدولي التي ترتكبها الجماعات الفلسطينية المُسلحة أيضًا. ودعت نفس المنظمة المجلس إلى تجنب الانتقائية وحثته على عقد جلسات خاصة بشأن الحالات العاجلة الأخرى مثل الحالات في دارفور.

#### الأمناء العامون للأمم المتحدة
في عام 2006، صرح الأمين العام للأمم المتحدة كوفي عنان بأن المجلس يجب ألا يكون له «تركيز غير متناسب على الانتهاكات التي ترتكبها إسرائيل. لا يعني أنه يجب منح إسرائيل تصريح مرور مجاني. بالطبع لا. لكن ينبغي للمجلس أن يولي الاهتمام نفسه للانتهاكات الجسيمة التي ترتكبها الدول الأخرى أيضًا».
في 20 يونيو 2007، أصدر الأمين العام بان كي مون بيانا ذكر فيه : «يشعر الأمين العام بخيبة أمل إزاء قرار المجلس تحديد بند إقليمي محدد واحد فقط، بالنظر إلى نطاق مزاعم انتهاكات حقوق الإنسان في جميع أنحاء العالم.» 

#### الولايات المتحدة ورئيس مجلس حقوق الإنسان التابع للأمم المتحدة
يحافظ ميثاق المجلس على حق الهيئة الرقابية في تعيين مُحققين خاصين للبُلدان التي تُمثل سجلات حقوق الإنسان فيها مصدر قلق خاص، وهو أمر طالما عارضته العديد من الدول النامية. أثار اجتماع للمجلس في جنيف في عام 2007 جدلاً بعد أن تمت إزالة كوبا وبيلاروسيا، اللتين اتهمتا بارتكاب انتهاكات، من قائمة من تسعة ولايات خاصة. وقد تم تبني هاته القائمة، التي تضمنت كوريا الشمالية وكمبوديا والسودان، من لجنة الأُمم المُتحدة المُتصلة بحُقوق الإنسان المُنحلة. تعليقًا على كوبا وبيلاروسيا، ذكر بيان الأمم المتحدة أن بان كي مون أشار إلى أن «عدم تعيين مقرر خاص لدولة معينة لا يعفي ذلك البلد من التزاماته بموجب الإعلان العالمي لحقوق الإنسان».
صرحت الولايات المتحدة قبل يوم من بيان الأمم المتحدة أن اتفاق المجلس أثار تساؤلات جدية حول ما إذا كان الجهاز الجديد يمكن أن يكون غير متحيز. واتهم أليخاندرو وولف، نائب المندوب الأمريكي الدائم لدى الأمم المتحدة، المجلس بـ «الهوس المرضي بإسرائيل» كما ندد بعمله ضد كوبا وبيلاروسيا. وقال للصحفيين «أعتقد أن السجل بدأ يتحدث عن نفسه».
رد رئيس مجلس حقوق الإنسان التابع للأمم المتحدة دورو كوستيا: «أنا أتفق معه. يجب تحسين أداء المجلس باستمرار». وأضاف أنه يجب على المجلس فحص سلوك جميع الأطراف المُتورطة في نزاعات معقدة وعدم وضع دولة واحدة فقط تحت العدسة المكبرة.

#### هولندا
في حديثه في مؤتمر هرتسليا الذي عُقد في إسرائيل في يناير 2008، انتقد وزير الخارجية الهولندي ماكسيم فيرهاغن الإجراءات التي اتخذها مجلس حقوق الإنسان ضد إسرائيل، قائلا : «في الأمم المتحدة، أصبح توجيه اللوم لإسرائيل شيئا من العادة، في حين أن إرهاب حماس يشار إليه بلغة مشفرة أو لا يشار إليه على الإطلاق. تعتقد هولندا أنه يجب تصحيح السجل، سواء في نيويورك أو في مجلس حقوق الإنسان في جنيف».

#### نزاع لبنان 2006
في دورته الخاصة الثانية في أغسطس 2006، أعلن المجلس عن تشكيل لجنة تحقيق رفيعة المستوى مُكلفة بالتحقيق في الادعاءات القائلة بأن إسرائيل استهدفت وقتلت مدنيين لبنانيين بشكل منهجي خلال حرب لبنان 2006. تم تمرير القرار بأغلبية 27 صوتا مُقابل مُعارضة 11 وامتناع 8 أعضاء عن التصويت. قبل التصويت وبعده، اعترضت عدة دول أعضاء ومُنظمات غير حكومية على أنه من خلال استهداف القرار لإسرائيل فقط والفشل في التصدي لهجمات حزب الله على المدنيين الإسرائيليين، فإن المجلس يُخاطر بالإضرار بمصداقيته. كان أعضاء لجنة التحقيق هاته، كما أُعلن في 1 سبتمبر 2006، هُم كليمنتي باينا سواريس من البرازيل، ومحمد شاندي عثمان من تنزانيا، وستيليوس بيراكيس من اليونان. لاحظت اللجنة أن تقريرها عن النزاع لن يكون مُكتملاً دون إجراء تحقيق كامل للطرفين، لكن «اللجنة لا يحق لها، حتى لو كانت ترغب في ذلك، أن تُفسر [ميثاقها] على أنه يُخول بنفس القدر التحقيق في أفعال حزب الله في إسرائيل»، إذ منعها المجلس صراحة من التحقيق في أفعال حزب الله.

#### مرسوم يناير 2008
أصدر مجلس حقوق الإنسان بيانا دعا فيه إسرائيل إلى وقف عملياتها العسكرية في قطاع غزة وفتح حدود القطاع للسماح بدخول المواد الغذائية والوقود والأدوية. تبنى مجلس حقوق الإنسان القرار بأغلبية 30 صوتا مُقابل مُعارضة صوت واحد وامتناع 15 دولة عن التصويت.
صرح مُمثل كندا تيري كورمير قائلا : «للأسف، لم يتناول هذا القرار ولا الدورة الحالية دور الطرفين. من المُؤسف أن مشروع القرار الحالي لم يُدن الهجمات الصاروخية على المدنيين الإسرائيليين»، وقد كانت كندا تلك الدولة الوحيدة التي صوتت ضد القرار.
قاطعت الولايات المتحدة وإسرائيل الجلسة. وقال السفير الأمريكي وارن تيتشينور إن النهج غير المُتوازن للمجلس «أهدر مصداقيته» بالفشل في التصدي للهجمات الصاروخية المُستمرة ضد إسرائيل. وقال في بيان أن «إجراءات اليوم لا تُساعد الشعب الفلسطيني الذي يدعي مؤيدو هذه الجلسة التحرك باسمه». وأضاف أن «مؤيدي الدولة الفلسطينية يجب أن يتجنبوا الخطاب التحريضي والأفعال التي تُمثلها هذه الجلسة والتي لا تؤدي إلا إلى تأجيج التوتر وتقويض فُرص السلام». قال السفير السلوفيني أندريه لوجار نيابة عن دول الاتحاد الأوروبي السبع في المجلس «نعتقد أن هذا المجلس يجب أن يأسف حقيقة أن المدنيين الأبرياء من الجانبين يُعانون».
في مؤتمر صحفي عقده في جنيف يوم الأربعاء، رد الأمين العام للأمم المتحدة بان كي مون عندما سُئل عن جلسته الخاصة بشأن غزة، قائلاً «إنني أُقدر أن المجلس يبحث بعُمق في هذا الوضع بالذات. وهُو يفعل ذلك بحق. وسأكون ممتنًا أيضًا إذا كان المجلس ينظر بنفس المستوى من الاهتمام والإلحاح في جميع المسائل الأخرى حول العالم. وقال إنه لا يزال هناك العديد من المجالات التي تُنتهك فيها حقوق الإنسان ولا تحظى بالحماية المُناسبة».

#### تقرير غزة
في 3 أبريل 2009، عُين القاضي الجنوب أفريقي ريتشارد غولدستون كرئيس لبعثة الأمم المتحدة المُستقلة لتقصي الحقائق، وقد كانت مُهمة هاته الأخيرة هي التحقيق في انتهاكات القانون الدولي لحقوق الإنسان والقانون الإنساني المُتعلقة بالحرب على غزة. تأسست البعثة بموجب القرار S-9/1 الصادر عن مجلس حقوق الإنسان التابع للأمم المتحدة.
في 15 سبتمبر 2009، أصدرت بعثة تقصي الحقائق التابعة للأمم المتحدة تقريرها الذي وجد أن هناك أدلة «تشير إلى ارتكاب إسرائيل انتهاكات جسيمة للقانون الدولي لحقوق الإنسان والقانون الإنساني الدولي أثناء الحرب على غزة، وأن إسرائيل ارتكبت أفعال ترقى إلى جرائم الحرب، وربما جرائم ضد الإنسانية». ووجدت البعثة أيضا أن هناك أدلة على أن «الجماعات الفلسطينية المُسلحة ارتكبت جرائم حرب، فضلا عن جرائم محتملة ضد الإنسانية، في إطلاقها المُتكرر للصواريخ وقذائف الهاون على جنوب إسرائيل». دعت البعثة أيضا إلى إحالة أي من طرفي النزاع إلى مجلس الأمن التابع للأمم المتحدة لمُحاكمته في المحكمة الجنائية الدولية، في حالة رفض هذا الطرف إطلاق تحقيقات مُستقلة تمامًا في هاته الانتهاكات بحلول ديسمبر 2009.
منذ ذلك الحين تراجع غولدستون جزئياً عن استنتاجات التقرير بأن إسرائيل ارتكبت جرائم حرب، حيث سلطت أدلة جديدة الضوء على قرارات القادة الإسرائيليين. وقد صرح في هذا الصدد : «يُؤسفني أن بعثتنا لتقصي الحقائق لم يكن لديها مثل هذه الأدلة التي تشرح الظروف التي قلنا فيها أن المدنيين في غزة مُستهدفون، لأنه ربما كان سيؤثر على النتائج التي توصلنا إليها بشأن التعمد وجرائم الحرب».
أقر غولدستون بأن إسرائيل نفذت «إلى حد كبير» توصيات التقرير بأن «يقوم كل طرف بالتحقيق في [الأحداث] بشفافية وبحسن نية»، لكن «حماس لم تفعل شيئًا». كما نفذت السلطة الفلسطينية توصيات التقرير من خلال التحقيق في «الاغتيالات وحالات التعذيب والاعتقالات غير القانونية التي ارتكبتها حركة فتح في الضفة الغربية»، لكن غولدستون أشار إلى أن «مُعظم هذه الادعاءات أكدها هذا التحقيق».
في الجلسة الافتتاحية لمجلس حقوق الإنسان التابع للأمم المتحدة في فبراير 2011، انتقدت وزيرة الخارجية الأمريكية هيلاري كلينتون «التحيز الهيكلي» للمجلس ضد دولة إسرائيل.

#### استضافة عضو من حماس
في مارس 2012، تم انتقاد مجلس حقوق الإنسان التابع للأمم المتحدة بعد مُشاركة سياسي من حماس في حدث نُظم في مبنى الأمم المتحدة في جنيف. انتقد رئيس الوزراء الإسرائيلي بنيامين نتنياهو قرار مجلس حقوق الإنسان قائلاً: «إنه يُمثل مُنظمة تستهدف بشكل عشوائي الأطفال والكبار، والنساء والرجال. الأبرياء - هُم هدفها المُفضل». وندد سفير إسرائيل لدى الأمم المتحدة رون بروسور بالخطاب قائلاً إن حماس منظمة إرهابية معترف بها دولياً تستهدف المدنيين. وقال إن «دعوة إرهابي من حماس لإلقاء مُحاضرة على العالم حول حقوق الإنسان يشبه مطالبة تشارلز مانسون بإدارة وحدة التحقيق في جرائم القتل في شرطة نيويورك».

#### انتقاد مارس 2012
حثت الولايات المتحدة مجلس حقوق الإنسان في جنيف على وقف تحيزه ضد إسرائيل. وقد ذكر بشكل خاص البند 7 من جدول أعمال المجلس، والذي يتم بموجبه مُناقشة سجل إسرائيل في مجال حقوق الإنسان في كل جلسة. لا يوجد بلد آخر لديه بند مُخصص في جدول الأعمال. قالت السفيرة الأمريكية لدى مجلس حقوق الإنسان إيلين تشامبرلين دوناهو إن الولايات المتحدة منزعجة بشدة من «تركيز المجلس المُنحاز وغير المُتناسب على إسرائيل». وقالت إن النفاق تم الكشف عنه بشكل أكبر في قرار خص مرتفعات الجولان كان قد دعا إليه النظام السوري في وقت كان يقتل فيه مواطنيه.

### تشويه صورة الدين
خلال الفترة من عام 1999 إلى عام 2011، اعتمد مجلس حقوق الإنسان ولجنة حقوق الإنسان قبله قرارات تُعارض «ازدراء الأديان».

### تغير المناخ
اعتمد مجلس حقوق الإنسان القرار 10/4 بشأن حقوق الإنسان وتغير المناخ.

### تقرير إريتريا
في يونيو 2015، اتهم تقرير لمجلس حقوق الإنسان مُكون من 500 صفحة الحكومة الإريترية بارتكاب انتهاكات واسعة النطاق لحقوق الإنسان في هذا البلد. وزُعم أن هاته الانتهاكات تشمل عمليات الإعدام خارج نطاق القضاء، والتعذيب، والخدمة الوطنية المُطولة إلى أجل غير مسمى، والعمل القسري، وأشار التقرير أيضًا إلى انتشار التحرش الجنسي والاغتصاب والاستعباد الجنسي من قبل مسؤولي الدولة. زعمت صحيفة الغارديان أن التقرير "يُصنف سلسلة من انتهاكات حقوق الإنسان من قبل النظام "الشمولي" للرئيس أسياس أفورقي"على نطاق وحجم نادرًا ما نشهده في مكان آخر". كما أكد التقرير أن هذه الانتهاكات المتسلسلة قد ترقى إلى جرائم ضد الإنسانية.
ردت وزارة الخارجية الإريترية بوصف تقرير اللجنة بـ «المزاعم الجامحة» التي «لا أساس لها على الإطلاق والخالية من أي استحقاق»، كما وجهت اتهامات مُضادة إلى مجلس حقوق الإنسان التابع للأمم المتحدة ب«الافتراءات الحقيرة والاتهامات الباطلة». وقال نائب رئيس اللجنة الفرعية لحقوق الإنسان في البرلمان الأوروبي إن التقرير يعرض «انتهاكات خطيرة للغاية لحقوق الإنسان»، وقال إن تمويل الاتحاد الأوروبي للتنمية في إريتريا لن يستمر كما هو في الوقت الحالي دون أن يتغير.

### اليمن
يقول تقرير صادر عن مجلس حقوق الإنسان التابع للأمم المتحدة إن الإمارات العربية المتحدة والمملكة العربية السعودية ربما ارتكبتا جرائم حرب أثناء التدخل العسكري للتحالف في اليمن.

### مصر
أدانت الأمم المتحدة في نوفمبر 2020، اعتقال 3 ناشطي حقوق إنسان مصريين تابعين لمُنظمة المُبادرة المصرية للحقوق الشخصية (EIPR). اتهم النشطاء الثلاثة واحتُجزوا، ومن بينهم رئيس المُبادرة الذي وُجهت له تُهمة الانضمام إلى جماعات إرهابية وإذاعة أخبار كاذبة. وزعمت المبادرة المصرية للحقوق الشخصية أن الاعتقال «رد واضح ومُنسق» على عملها ضد انتهاكات حقوق الإنسان في البلاد، واحتجاز رئيس المبادرة المصرية للحقوق الشخصية جاسر عبد الرازق في محاولة لإنهاء العمل الحقوقي في مصر.

## قضايا الترشح

### سوريا
في يوليو 2012، أعلنت سوريا أنها ستترشح للحصول على مقعد في مجلس حقوق الإنسان. كان هذا في الوقت الذي كانت هناك أدلة جادة (قدمتها العديد من مُنظمات حقوق الإنسان بما في ذلك الأمم المتحدة نفسها) على أن الرئيس السوري بشار الأسد قد سمح ومول قتل آلاف المدنيين، مع تقديرات بمقتل 14,000 مدني اعتبارًا من يوليو 2012 خلال الحرب الأهلية السورية. وفقًا لمُنظمة مُراقبة الأمم المتحدة، فقد كان ترشيح سوريا مضمونًا فعليًا في ظل نظام الانتخابات السائد. إذا تم انتخاب سوريا ستكون مسؤولة عن تعزيز حقوق الإنسان. وردا على ذلك، صاغت الولايات المتحدة والاتحاد الأوروبي مشروع قرار لمُعارضة هذه الخُطوة. في النهاية، لم تكن سوريا على بطاقة الاقتراع لانتخابات 12 نوفمبر 2012 لمجلس حقوق الإنسان.

### السودان وإثيوبيا
في يوليو 2012، أفيد أن السودان وإثيوبيا ستترشحان لنيل مقعد في مجلس حقوق الإنسان، على الرغم من اتهام منظمات حقوقية بانتهاكات جسيمة لحقوق الإنسان في هاتين الدوليتن. أدانت منظمة مراقبة الأمم المتحدة خطوة ترشيح السودان، مشيرة إلى أن الرئيس السوداني عمر البشير قد وُجهت إليه لائحة اتهام بالإبادة الجماعية من قبل المحكمة الجنائية الدولية. وفقًا لمنظمة مُراقبة الأمم المتحدة، كان السودان مُطمئنًا فعليًا حول حصوله على مقعد داخل مجلس حقوق الإنسان. حثت رسالة مُشتركة من 18 مُنظمة مجتمع مدني أفريقية ودولية، وزراء خارجية الاتحاد الأفريقي على التراجع عن تأييدهم لترشيح إثيوبيا والسودان لشُغل مقعد في مجلس حقوق الإنسان، واتهمت الرسالة الدولتين بارتكاب انتهاكات جسيمة لحقوق الإنسان، وذكرت الرسالة أيضا أمثلة على هذه الانتهاكات، وأنه لا ينبغي لهم ذلك أن يُكافؤا بمقعد. لم يكن السودان على بطاقة الاقتراع لانتخابات 12 نوفمبر 2012 لمجلس حقوق الإنسان، ولكن تم انتخاب إثيوبيا.

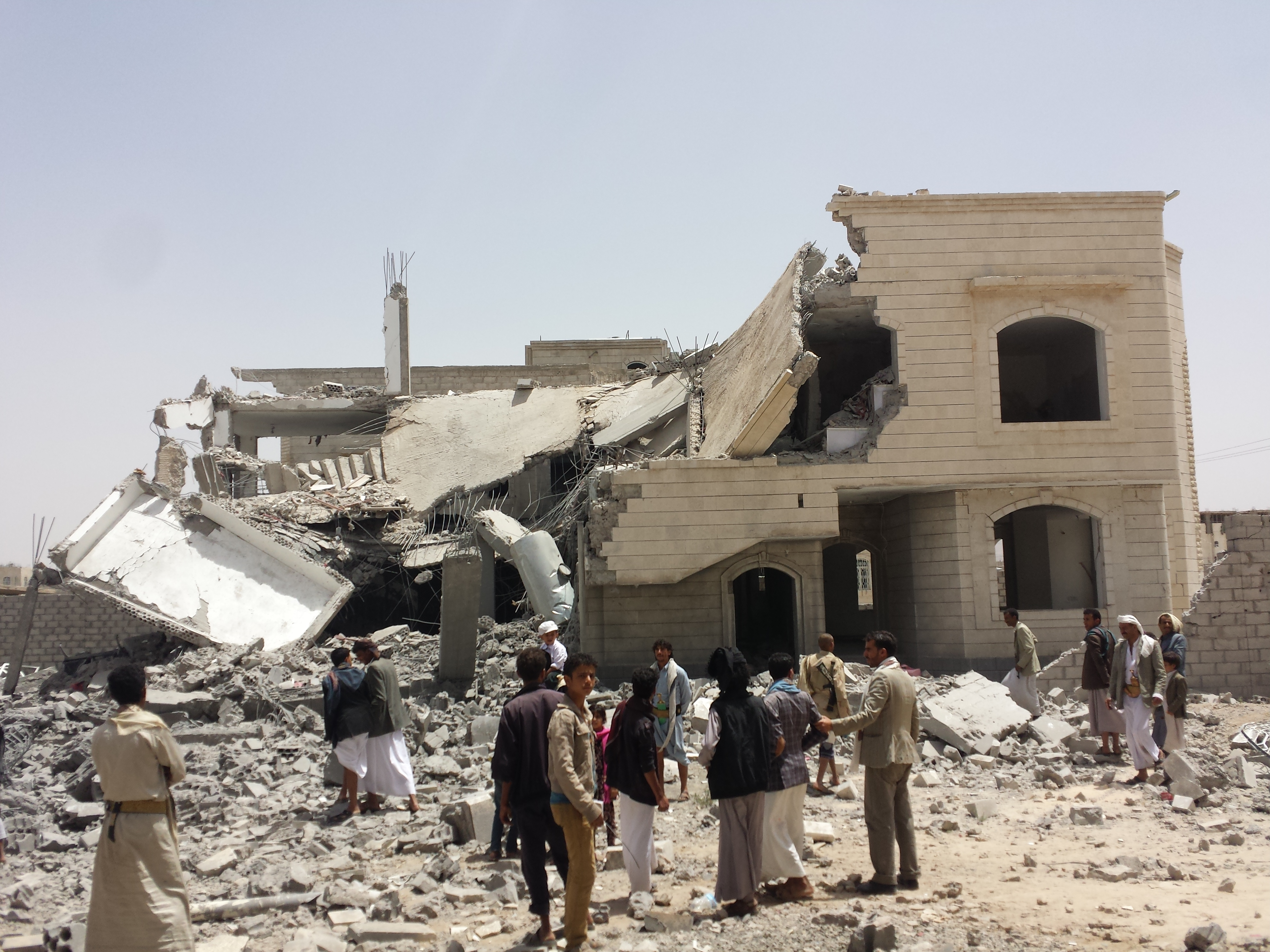
مشهد لمُخلفات غارات جوية بقيادة السعودية في اليمن بتاريخ يونيو 2015. تعمل المملكة العربية السعودية بدون تفويض من الأمم المتحدة.

### المملكة العربية السعودية
في سبتمبر 2015، انتُخب فيصل بن حسن طراد، سفير المملكة العربية السعودية لدى الأمم المتحدة في جنيف، رئيسًا للجنة الاستشارية لمجلس حقوق الإنسان التابع للأمم المتحدة، وهي اللجنة التي تُعين خبراء مستقلين. قال المُدير التنفيذي لرقابة الأمم المتحدة هيليل نوير : «من المُخزي أن تختار الأمم المتحدة دولة قطعت رؤوس عدد أكبر من الناس هذا العام [2015] مُقارنة بداعش لتكون رئيسة لجنة حقوقية رئيسية. لقد تفوقت الدولارات والسياسة على حقوق الإنسان». في يناير 2016، أعدمت السعودية رجل الدين الشيعي البارز الشيخ نمر الذي دعا إلى انتخابات حرة في المملكة العربية السعودية.
في سبتمبر 2017، قال الرئيس الأمريكي دونالد ترامب إنه "من المُحرج أن هناك دولًا في لجنة حقوق الإنسان التابعة للأمم المتحدة ارتكبت بنفسها فظائع''، لكن دون تسمية أي دولة بعينها.
في 13 أكتوبر 2020، خسرت المملكة العربية السعودية محاولتها للفوز بمقعد في مجلس حقوق الإنسان التابع للأمم المتحدة. وكانت السعودية والصين تتنافسان على العضوية في سباق خماسي على أربعة مراكز مع باكستان وأوزبكستان ونيبال. حصلت الصين على 139 صوتًا، وأوزبكستان على 164 صوتا، وباكستان على 169 صوتًا، والسعودية في المرتبة الخامسة بـ 90 صوتًا، فيما حصلت نيبال على 150 صوتًا. نددت هيومن رايتس ووتش بالترشيح الذي تقدمت به الصين والمملكة العربية السعودية، ووصفتهما بـ «حكومتين من بين أكثر الحكومات تعسفاً في العالم».

## مواقف الدول

### سريلانكا
تعرضت سريلانكا لمزيد من التدقيق في أوائل عام 2012 بعد تقديم مشروع قرار من مجلس حقوق الإنسان التابع للأمم المتحدة يعالج مساءلتها فيما يتعلق بأنشطة المصالحة، وهو القرار الذي قدمته الولايات المتحدة لاحقًا. أشار مشروع القرار الأصلي من الولايات المتحدة إلى «قلق مجلس حقوق الإنسان من أن تقرير لجنة الدروس المُستفادة والمصالحة لم يتطرق بشكل كافٍ إلى الادعاءات الخطيرة بانتهاكات القانون الدولي». قرار مجلس حقوق الإنسان التابع للأمم المتحدة بعد ذلك:
"1. يدعو حكومة سريلانكا إلى تنفيذ التوصيات البناءة الواردة في تقرير لجنة الدروس المستفادة والمصالحة واتخاذ جميع الخطوات الإضافية اللازمة للوفاء بالتزاماتها القانونية ذات الصلة والتزامها ببدء إجراءات موثوقة ومستقلة لضمان العدالة والإنصاف والمساءلة والمصالحة لجميع السريلانكيين،
2. يطلب من حكومة سريلانكا أن تُقدم خطة عمل شاملة بأسرع ما يمكن تُبين فيها بالتفصيل الخطوات التي اتخذتها الحكومة والتي ستتخذها لتنفيذ توصيات لجنة الدروس المستفادة والمصالحة، وكذلك للتصدي للانتهاكات المزعومة للقانون الدولي،
3.شجع مكتب المفوض السامي لحقوق الإنسان والإجراءات الخاصة ذات الصلة على تقديم المشورة والمساعدة التقنية لحكومة سريلانكا، كما دعا هاته الأخيرة إلى تنفيذ تلك الخطوات، وطلب من المفوضية السامية لحقوق الإنسان تقديم تقرير إلى المجلس بشأن تقديم هذه المساعدة في دورته الثانية والعشرين "
أشارت تامارا كوناناياكام سفيرة سريلانكا في جنيف، إلى أن 80٪ من مُتطلبات تمويل مجلس حقوق الإنسان التابع للأمم المتحدة يتم توفيرها من قبل دُول قوية مثل الولايات المتحدة وحلفائها. كما أن المناصب الرئيسية في مجلس حقوق الإنسان يشغلها في الغالب أولئك الذين خدموا في السلك الدبلوماسي لهذه البلدان. يتمثل موقف سريلانكا في أن هذه الحقيقة تُضر بشكل كبير بحيادية أنشطة مجلس حقوق الإنسان التابع للأمم المتحدة، خاصة عند التعامل مع العالم النامي. ونتيجة لذلك، قامت سريلانكا، إلى جانب كوبا وباكستان، برعاية قرار يسعى إلى الشفافية في التمويل والتوظيف في مجلس حقوق الإنسان التابع للأمم المتحدة، خلال دورته التاسعة عشرة التي بدأت في فبراير 2012.

### الولايات المتحدة الأمريكية
أعلن الرئيس الأمريكي جورج دبليو بوش أن الولايات المتحدة لن تسعى للحصول على مقعد في المجلس، قائلا إن بلده سيكون أكثر فعالية من الخارج. لكنه تعهد بالفعل بدعم المجلس مالياً. وقال المتحدث باسم وزارة الخارجية شون ماكورماك: «سنعمل عن كثب مع الشركاء في المجتمع الدولي لتشجيع المجلس على معالجة القضايا الخطيرة لانتهاكات حقوق الإنسان في دول مثل إيران وكوبا وزيمبابوي وبورما والسودان وكوريا الشمالية».
قالت وزارة الخارجية الأمريكية في 5 مارس 2007، للسنة الثانية على التوالي، أن الولايات المتحدة قررت عدم السعي للحصول على مقعد في مجلس حقوق الإنسان، مؤكدة أن الهيئة فقدت مصداقيتها بسبب الهجمات المتكررة على إسرائيل والفشل في مواجهة منتهكي الحقوق الآخرين. وقال المتحدث شون مكورماك إن المجلس يركز «بشكل فردي» على إسرائيل، في حين أن دولاً مثل كوبا وميانمار وكوريا الشمالية لم تخضع للتدقيق. وقال إنه على الرغم من أن الولايات المتحدة سيكون لها دور مراقب فقط، إلا أنها ستستمر في تسليط الضوء على قضايا حقوق الإنسان. وأيدت إليانا روس ليتينين، أكبر عضو جمهوري في لجنة الشؤون الخارجية بمجلس النواب الأمريكي، قرار الإدارة. وقالت: «بدلاً من الوقوف كمدافع قوي عن حقوق الإنسان الأساسية، ترنح مجلس حقوق الإنسان كصوت ضعيف خاضع للتلاعب السياسي الجسيم».
عند تمرير حزمة بناء المؤسسات في مجلس حقوق الإنسان في يونيو 2007، كررت الولايات المتحدة إدانتها للتحيز في أجندة المؤسسة. وانتقد المتحدث شون ماكورماك اللجنة مرة أخرى لتركيزها على إسرائيل في ضوء العديد من قضايا حقوق الإنسان الأكثر إلحاحًا حول العالم، مثل السودان أو ميانمار، وانتقد إنهاء عمل المقررين الخاصين في كوبا وبيلاروسيا، فضلاً عن المخالفات الإجرائية التي منعت الدول الأعضاء من التصويت على القضايا. صدر نقد مماثل من قبل الممثل الكندي. في سبتمبر 2007، صوت مجلس الشيوخ الأمريكي بقطع التمويل عن المجلس.
انضمت الولايات المتحدة إلى أستراليا وكندا وإسرائيل وثلاث دول أخرى في معارضة مشروع قرار مجلس حقوق الإنسان التابع للأمم المتحدة بشأن قواعد العمل، ذاكرين بأن هُناك استمرار في التركيز على إسرائيل على حساب اتخاذ إجراءات ضد الدول التي لديها سجلات سيئة في حقوق الإنسان. تمت الموافقة على القرار بغالبية 154 صوتا مُقابل مُعارضة 7 دول. تحدث سفير الولايات المتحدة لدى الأمم المتحدة، زلماي خليل زاد، عن «تركيز المجلس الدؤوب خلال هذا العام على دولة واحدة هي إسرائيل»، وعارض ذلك بالفشل «في معالجة الانتهاكات الجسيمة لحقوق الإنسان التي تحدث في دول أخرى مثل زيمبابوي وكوريا الشمالية وإيران وبيلاروسيا وكوبا». وقال خليل زاد إنه بصرف النظر عن إدانة قمع الاحتجاجات البورمية المناهضة للحكومة، كان العام الماضي للمجلس «سيئًا للغاية» و«فشل في تحقيق آمالنا».
في 6 يونيو 2008، أعلنت هيومان رايتس تريبيون أن الولايات المتحدة قد انسحبت بالكامل من مجلس حقوق الإنسان التابع للأمم المتحدة، بما يشمل صفة مراقب أيضا.
قاطعت الولايات المتحدة المجلس في عهد إدارة جورج دبليو بوش، لكنها عكست موقفها منه إبان إدارة أوباما. ولكن ابتداءً من عام 2009، ومع اضطلاع الولايات المتحدة بدور قيادي في المنظمة، بدأ المُعلقون الأمريكيون يُجادلون بأن مجلس حقوق الإنسان التابع للأمم المتحدة أصبح ذا أهمية متزايدة.
في 31 مارس 2009، أعلنت إدارة باراك أوباما أنها ستعكس موقف البلاد السابق وستنضم إلى مجلس حقوق الإنسان التابع للأمم المتحدة. أشارت نيوزيلندا إلى رغبتها في خوض انتخابات المجلس لفسح المجال أمام الولايات المتحدة للترشح دون معارضة إلى جانب بلجيكا والنرويج، وذلك ضمن مقاعد مجموعة دول أوروبا الغربية ودول أخرى.
في 19 يونيو 2018، أعلن وزير الخارجية الأمريكي مايك بومبيو وسفيرة الولايات المتحدة لدى الأمم المتحدة نيكي هايلي أن الولايات المتحدة، في عهد الرئيس دونالد ترامب، ستنسحب من مجلس حقوق الإنسان التابع للأمم المتحدة، مُتهمين المجلس بأنه "مُنافق ومُتحيز لخدمة مصالح ذاتية"، كما اتهمت هايلي المجلس سابقا بأنه " مُنحاز شكل مُزمن ضد إسرائيل". "عندما يُعامل مجلس حقوق الإنسان إسرائيل بشكل أسوأ من كوريا الشمالية وإيران وسوريا، فإن المجلس نفسه هو الذي يتسم بالحمق ولا يستحق اسمه. وقالت هايلي في بيان في ذلك الوقت "لقد حان الوقت للدول التي تعرف أفضل للمطالبة بإحداث تغييرات"، وفي إشارة إلى تبني المجلس لخمسة قرارات تدين إسرائيل، صرحت هايلي بأن "الولايات المتحدة تواصل تقييم عضويتها في مجلس حقوق الإنسان، صبرنا ليس بلا حدود".

### الصين
في 1 أبريل 2020، انضمت الصين إلى مجلس حقوق الإنسان التابع للأمم المتحدة.

#### سياسات الصين في شينجيانغ
في يوليو 2019، وقع سفراء الأمم المتحدة من 22 دولة، بما في ذلك أستراليا وبريطانيا وكندا وفرنسا وإسبانيا وألمانيا واليابان، رسالة مشتركة إلى مجلس حقوق الإنسان التابع للأمم المتحدة يدينون فيها إساءة معاملة الصين للأويغور والأقليات الأخرى، وحثت الحكومة الصينية على إغلاق مُعسكرات إعادة التعليم في شينجيانغ. ردا على ذلك، وقع سفراء الأمم المتحدة من 50 دولة بما في ذلك روسيا ونيجيريا وباكستان والفلبين والإمارات والسودان ومصر والمملكة العربية السعودية وقطر وأنغولا والجزائر وميانمار رسالة مشتركة إلى مجلس حقوق الإنسان يشيدون فيها بـ «الإنجازات الرائعة للصين في شينجيانغ» ويعارضون ممارسة «تسييس قضايا حقوق الإنسان». في أغسطس 2019، أبلغت قطر رئيس مجلس حقوق الإنسان التابع للأمم المتحدة أنها قررت الانسحاب من خطاب الرد. وأشاد نُشطاء حقوقيون بقرار قطر.

### غرب غينيا الجديدة
في مارس 2017، وفي الدورة العادية الرابعة والثلاثين لمجلس حقوق الإنسان التابع للأمم المتحدة، أصدرت فانواتو بيانًا مُشتركًا نيابة عن تونغا وناورو وبالاو وتوفالو وجزر سليمان وجزر مارشال، حول انتهاكات حقوق الإنسان في غرب غينيا الجديدة التي تحتلها إندونيسيا منذ عام 1963، وطلبت من المفوض السامي للأمم المتحدة لحقوق الإنسان تقديم تقرير حول الأمر. رفضت إندونيسيا مزاعم فانواتو. كما قدمت عدة مُنظمات غير حكومية بيانا حول هذا الأمر. وقد لقي أكثر من 100 ألف من سكان بابوا خلال صراع أزمة بابوا الذي استمر 50 عاما.

## انتقادات
قاطعت الولايات المتحدة مجلس حقوق الإنسان التابع للأمم المتحدة أثناء إدارة جورج دبليو بوش احتجاجًا على عُضوية بعض الدول القمعية في المجلس، ولكن في مارس 2009 عكست إدارة أوباما هذا الموقف وقررت «إعادة الانخراط» والسعي للحصول على مقعد في مجلس حقوق الإنسان. ولكن ابتداءً من عام 2009، ومع اضطلاع الولايات المتحدة بدور قيادي في المنظمة، بدأ المعلقون الأمريكيون يجادلون بأن مجلس حقوق الإنسان التابع للأمم المتحدة أصبح ذا أهمية متزايدة.
انتُقد مجلس حقوق الإنسان على ضمه دولا قمعية بين أعضائه، لها سجلات مشكوك فيها في مجال حقوق الإنسان، وتشمل قائمة الدول هاته باكستان وكوبا والمملكة العربية السعودية والصين وإندونيسيا وروسيا.

### التركيز غير المتناسب على الصراع الإسرائيلي الفلسطيني
اتهم البعض مجلس حقوق الإنسان التابع للأمم المتحدة بالتحيز ضد إسرائيل، وكان أحد الانتقادات الموجهة إليه في هذا الصدد، هو تركيزه على الصراع الإسرائيلي الفلسطيني في كل جلسة باعتباره البند السابع من جدول الأعمال. صوّت المجلس في 30 يونيو 2006 على إجراء مراجعة لانتهاكات حقوق الإنسان المزعومة من قبل إسرائيل محورا دائما في كل جلسة للمجلس :
لا يتعامل أي من البنود التسعة الأخرى حصريًا مع صراع مُعين. كما يُعد المُقرر الخاص للمجلس المعني بالصراع الإسرائيلي الفلسطيني الخبير الوحيد للمجلس الذي ليست لعُهدته فترة زمنية محدودة. اتهم المُقرر ريتشارد أ. فالك الذي شغل هذا المنصب بين عامي 2008 و2014، بأنه مُعاد للسامية.

### تصويت الكتلة
ذكر تقرير لرويترز في عام 2008 أن جماعات حقوق الإنسان المستقلة تقول إن مجلس حقوق الإنسان يخضع لسيطرة بعض دول الشرق الأوسط وأفريقيا، بدعم من الصين وروسيا وكوبا، والتي تحمي بعضها البعض من النقد. أثار هذا انتقادات من الأمين العام للأمم المتحدة بان كي مون لعدم فعالية مجلس حقوق الإنسان، قائلاً إن المجلس لم يف بالتزاماته. وحث الدول على «التخلي عن الخطابة» والارتفاع فوق «المواقف الحزبية والانقسامات الإقليمية»، والدفاع عن الناس في جميع أنحاء العالم. يأتي ذلك بعد انتقادات منذ إنشاء مجلس حقوق الإنسان التابع للأمم المتحدة، حيث تمت إدانة إسرائيل في معظم المناسبات، ولم يتم مناقشة أحداث أخرى في العالم مثل دارفور والتبت وكوريا الشمالية وباكستان وزيمبابوي في المجلس. ناشد بان كي مون الولايات المتحدة للانضمام الكامل إلى المجلس ولعب دور أكثر نشاطًا. في حين تعرض مجلس حقوق الإنسان التابع للأمم المتحدة لانتقادات في عام 2009، بعد اعتماده قرارًا قدمته سريلانكا يُشيد بسلوكها في منطقة فاني في ذلك العام، ويتجاهل مُناشدات بإجراء تحقيق دولي في جرائم الحرب في هذا البلد.
من بين 53 دولة دافعت عن فرض الصين لقانون الأمن القومي لهونغ كونغ في أعقاب احتجاجات هونغ كونغ 2019-2020، كانت 43 دولة على الأقل من هؤُلاء مُشاركة في مبادرة الحزام والطريق الصينية. وقد أشار أحد مراسلي أكسيوس إلى أن «بكين استفادت بشكل فعال من مجلس حقوق الإنسان».

### برنامج المساءلة
في 18 يونيو 2007، أي بعد عام واحد من عقد اجتماعه الأول، اعتمد مجلس حقوق الإنسان «حزمة بناء المؤسسات»، لتوجيه المجلس في عمله المستقبلي. من بين عناصر هاته الحُزمة كانت المراجعة الدورية الشاملة، التي تقيم أوضاع حقوق الإنسان في جميع الدول الأعضاء في الأمم المتحدة البالغ عددها 193 دولة. عنصر آخر هو اللجنة الاستشارية، التي تعمل كمركز أبحاث تابع لمجلس حقوق الإنسان وتوفر له الخبرة والمشورة بشأن قضايا حقوق الإنسان المواضيعية. عنصر آخر هو إجراء تقديم الشكاوى، والذي يسمح للأفراد والمنظمات بتقديم شكاوى بشأن انتهاكات حقوق الإنسان إلى المجلس.
عند انتخاب الأعضاء، تأخذ الجمعية العامة بعين الاعتبار مساهمة كل دولة مرشحة في تعزيز حقوق الإنسان وحمايتها، وكذلك تعهداتها والتزاماتها الطوعية في هذا الصدد. يمكن للجمعية العامة، بأغلبية الثلثين، تعليق حقوق وامتيازات أي عضو في المجلس تقرر أنه ارتكب باستمرار انتهاكات جسيمة ومنهجية لحقوق الإنسان خلال فترة عضويتها. ينص القرار المنشئ لمجلس حقوق الإنسان على أن «الأعضاء المُنتخبين للمجلس يجب أن يلتزموا بأعلى المعايير في تعزيز وحماية حقوق الإنسان».